# SPEED POP
『SPEED POP』（スピード・ポップ）は日本のロックバンド、GLAYのメジャーデビュー・アルバムである。
1995年3月1日にプラチナム・レコードよりリリースされた。
2001年2月7日にエクスタシーレコードより、2003年3月5日に東芝EMIより再リリースされている。

## 解説
本作品は当初1994年秋のリリースを予定していたが、諸事情により半年以上も延期してのリリースとなった。インディーズ時代から演奏されてきた「LOVE SLAVE」、「JUNK ART」や「ずっと2人で…」、「RAIN」など、GLAYが北海道を拠点に活動していた頃の曲まで収録されている。今作のメジャー初のアルバムについて、TAKUROは当時のインタビューで、「バンドでできることというのがインディーズ時代だとしたら、今度は5人以外の力も使える。ピアノで始まるのが理想な曲なら、メンバーにいないピアノも抵抗なく入れようと。もともとポップなものが好きだし、突き詰めるといい音楽というものができればそれでいい。それがロックかどうかなんて、俺たちには意味のないことなんです。」と語っている。
アルバムタイトルは、1993年に発売されたデモテープ「SPEED POP」と同じタイトルが付けられた。このタイトルを付けたことについて、TAKUROは当時のインタビューで、「そのテープも、バラードもアバンギャルドなものも全部同じ次元で入っていたんですね。もう、GLAYだからという理由でしかくくれないというか。で、今回このアルバムが出来上がって言葉をいろいろイメージしたときに“SPEED POP”というのも浮かんできたんですよ。例えば、『LOVE SLAVE』と『ずっと2人で』を一緒に収録しても変じゃないという理由を考えた時に、ほんとGLAYだからということしかないんですよ。」と語っている。
当時のドラマーだったNOBUMASA在籍時の唯一のアルバムでもあるが、NOBUMASAが加入したのは、本作のレコーディング終了後だったため、本作のレコーディングには携わっていない。なお、「真夏の扉」、「Life 〜遠い空の下で〜」のドラムスは、元メンバーのAKIRAが担当している。
ブックレットには、音楽ライターの市川清師によるライナーノーツが掲載されている。これは市川にライナーノーツ執筆の依頼が来た際、TAKUROが「（市川が解説を書いた）UP-BEATの3rdアルバム『HERMIT COMPLEX』のライナーノーツを読んで、メジャーデビューしたら、この人（市川）に解説を書いてもらいたかった」と語っていたことを、市川が明らかにしている。なお、文中に名前こそ挙げられていないが、ライナーノーツの最後に書かれている「ルックスのみ話題が先行し、アイドル的なとらえ方をされていたあるバンド」はUP-BEATを、また「顔をつぶしてもいいとまで言い切ったボーカリスト」はUP-BEATのボーカルだった広石武彦のことを指している。
発売3日後の1995年3月4日に、NHK「ポップジャム'95」に出演。この時、出演していた永井真理子のバックバンドに永井利光がいたため、GLAYと永井はこのテレビで同じステージを踏んでいたことになる。
オリコンチャートでは、初登場8位を記録。当時はまだシングル曲もトップ10入りを果たしていなかったため、シングル・アルバムを通じて、初のトップ10入りを果たした。その後も新作がリリースされるたびに売り上げを伸ばし、最終的に32万枚を売り上げた。
余談だが、初回プレス盤には、バックインレイの曲目にて「Life 〜違い空の下で〜」と、表記ミスされているものがある。

## 評価
CDジャーナルは、「驚くほどキャッチーで、生き生きしたメロディ・ラインと音世界が新鮮。」と評価している。
音楽誌『CDでーた』は、音楽性に関して「楽曲のバリエーションと完成度に秀でたアルバム。特にミディアムやスローな曲では、バンド全体のサウンド、そして歌を聴かせる意識がしっかりと形になっているのがわかる。ホーンやピアノ、ストリングスなども導入しているのも、あくまで楽曲重視で作品を作る彼らの、いい意味でのこだわりのなさだろう。奇をてらったり、マニアックに走ったりせず、きちんと音楽に向かい合ってる姿勢が感じられる。」と評価。また、アルバム全体のイメージとしては、「まさにタイトル通りの“SPEED POP”。しかし、それはアップテンポのポップという単純なものではなく、『REGRET』のようなミディアム・ナンバーでの疾走感にも通じるものだ。この“SPEED POP”という言葉はGLAYの土台となるものだとメンバーは言っていたが、それを核にして今後彼らの音楽性は自由に広がっていきそうな気がする。」と評価した。

## 収録曲
全編曲：GLAY・佐久間正英（特記以外）

### CD
| #         | タイトル                     | 作詞      | 作曲            | 編曲             | 時間  |
| --------- | ---------------------------- | --------- | --------------- | ---------------- | ----- |
| 1.        | 「SPEED POP (Introduction)」 | -         | 佐久間正英      | 佐久間正英       | 1:20  |
| 2.        | 「HAPPY SWING」              | TAKURO    | TAKURO          | GLAY・佐久間正英 | 5:11  |
| 3.        | 「彼女の“Modern…”」          | TAKURO    | TAKURO          | GLAY・佐久間正英 | 4:30  |
| 4.        | 「ずっと2人で…」             | TAKURO    | TAKURO          | GLAY・佐久間正英 | 6:57  |
| 5.        | 「LOVE SLAVE」               | TAKURO    | TAKURO          | GLAY・佐久間正英 | 4:18  |
| 6.        | 「REGRET」                   | TAKURO    | TAKURO          | GLAY・佐久間正英 | 4:53  |
| 7.        | 「INNOCENCE」                | TAKURO    | TAKURO          | GLAY・佐久間正英 | 6:17  |
| 8.        | 「Freeze My Love」           | TAKURO    | TAKURO          | GLAY・佐久間正英 | 5:34  |
| 9.        | 「真夏の扉」                 | TAKURO    | TAKURO          | GLAY・土屋昌巳   | 5:08  |
| 10.       | 「Life 〜遠い空の下で〜」    | TAKURO    | TAKURO          | GLAY・土屋昌巳   | 6:54  |
| 11.       | 「JUNK ART」                 | TAKURO    | TAKURO          | GLAY・佐久間正英 | 4:34  |
| 12.       | 「RAIN」                     | YOSHIKI   | YOSHIKI・TAKURO | YOSHIKI          | 6:51  |
| 合計時間: | 合計時間:                    | 合計時間: | 合計時間:       | 合計時間:        | 62:27 |

### 楽曲解説
1. SPEED POP (Introduction)
佐久間正英によるインストゥルメンタル。TERUは、「アルバムのオープニングにふさわしい曲。いままでGLAYが知らなかった世界。」と語っている[1]。
インストゥルメンタルだがMVも制作された。
2. HAPPY SWING
GLAYのファンクラブの名前にもなっている曲。
TERUは本曲について、「リズムとしては速くはないんだけど、言葉のいい回しでリズムが速く聞こえるという言葉のトリックが面白い。」と語っている[1]。
3. 彼女の“Modern…”
3rdシングル。この曲から佐久間正英がプロデュース。
4. ずっと2人で…
後に5thシングルとしてリカットされた。テレビ朝日「CHANNEL 99」エンディングテーマ。シングルバージョンとわずかに編集が異なっており、アウトロが終盤でフェードアウトする。後に発売された全てのベストアルバムにはシングルバージョンが収録されている。
5. LOVE SLAVE
1991年に発売されたデモテープ「Angelus Bell」にて初音源化され、1993年に発売されたデモテープ「SPEED POP」にも再録され収録されていた曲。
アレンジに詰まって取っておいた曲で、今作の収録に当たって、リズムから何からすべて変えて見事に蘇ったとTERUが述べている[1]。
6. REGRET
4thシングル「Freeze My Love」のカップリング曲。
7. INNOCENCE
3rdシングル「彼女の“Modern…”」のカップリング曲。
8. Freeze My Love
4thシングル。テレビ朝日『リングの魂』オープニングテーマ。
9. 真夏の扉
2ndシングル。アニメ『ヤマトタケル』オープニングテーマ。
10. Life 〜遠い空の下で〜
2ndシングル「真夏の扉」のカップリング曲。
11. JUNK ART
1992年発売のデモテープ「DANCE VISION」に収録されていた曲。TERUは本曲に関して、「インディーズで頑張っていた頃のトゲトゲした部分がすごく表れてる。」と語っている[1]。
12. RAIN
デビューシングル。シングル版に入っていた出だしの雨の音がカットされているアルバムバージョンで収録。映画『ヤマトタケル』主題歌。

## SPEED POP Anthology
『SPEED POP Anthology』（スピード・ポップ・アンソロジー）は、日本のロックバンドであるGLAYのメジャーデビュー・アルバム『SPEED POP』の復刻盤。
2015年10月28日に、loversoul music & associatesから発売。

### 概要
『灰とダイヤモンド Anthology』に続く、Anthologyシリーズの第3弾。
2CDとDVDの全3枚組。DISC 1にはアルバム全12曲と、シングル「ずっと2人で…/GONE WITH THE WIND」より「GONE WITH THE WIND」と、カップリング曲「ACID HEAD」の、計14曲をマイケル・ツィマリングがリミックスおよびリマスタリングし収録。
DISC 2にはDISC 1収録曲のデモ音源やライブ音源、未発表曲を計13曲収録。こちらは山崎翼がリマスタリングを担当した。
DVDには20年前のライブ映像や当時の関係者によるインタビュー、そしてTAKUROによるコメンタリーも収録。
また、当時の貴重な写真をおさめたブックレット付。

### 収録曲

#### Disc 1
SPEED POP Remix & Remastering 2015
1. SPEED POP (Introduction)
2. HAPPY SWING
3. 彼女の“Modern…”
4. ずっと2人で…
シングルバージョンと同じく、アウトロがフェードアウトではなく完奏している。
5. LOVE SLAVE
6. REGRET
7. INNOCENCE
8. Freeze My Love
9. 真夏の扉
10. Life 〜遠い空の下で〜
11. JUNK ART
アウトロがフェードアウトではなく完奏となっている。また、次曲とサウンド上で繋がるように編集されている。
12. RAIN
シングルバージョンと同じく出だしの雨の音が入っている。また、ラストがフェードアウトではなく完奏されている。
13. GONE WITH THE WIND
5thシングル「ずっと2人で…／GONE WITH THE WIND」の2曲目。
14. ACID HEAD
5thシングル「ずっと2人で…／GONE WITH THE WIND」のカップリング曲。

#### Disc 2
SPEED POP Anthology Demo & Bootleg
1. HAPPY SWING
未発表のデモ音源。
2. ずっと2人で…
未発表のデモ音源。
3. LOVE SLAVE
1993年に発売されたデモテープ「SPEED POP」に収録されている音源。
4. REGRET
未発表のデモ音源。
5. JUNK ART
1992年に発売されたデモテープ「DANCE VISION」に収録されている音源。
6. 心に雨が
1992年に発売されたデモテープ「DANCE VISION」に収録されている音源。
7. MOON GOLD
1992年に発売されたデモテープ「DANCE VISION」に収録されている音源。
8. SPEED POP (Introduction) (Rerecording 2014)
未発表音源。
9. ずっと2人で… (GLORIOUS MILLION DOLLAR NIGHT Vol.2 Ver.)
2015年7月に行われたライブ『GLAY Special Live at HAKODATE ARENA GLORIOUS MILLION DOLLAR NIGHT Vol.2』での音源。
10. LOVE SLAVE (ROCK KIDS 802 Special Acoustic Ver.)
1997年に発売されたオムニバスアルバム『Hit Radio 802』に収録されている音源。
11. RAIN (Miracle Music Hunt Forever Ver.)
2015年5月31日に行われたライブ『20th Anniversary Final GLAY in TOKYO DOME 2015 Miracle Music Hunt Forever』での音源。
12. ACID HEAD (Recording 2009)
2009年に発売されたアルバム『THE GREAT VACATION VOL.2 〜SUPER BEST OF GLAY〜』に収録されている音源。本作のテイクは新たにイントロが追加されており、ライブで披露されるアレンジに近いものとなっている。
13. SPEED POPメドレー(GLORIOUS MILLION DOLLAR NIGHT Ver.) “HAPPY SWING/JUNK ART/REGRET/Freeze My Love”
2013年7月28日に行われたライブ『GLAY Special Live 2013 in HAKODATE GLORIOUS MILLION DOLLAR NIGHT Vol.1』での音源。

#### DVD
“Document of SPEED POP Days”

## 参加ミュージシャン
- YOSHIKI - ピアノ（#12）、ストリングス・アレンジ（#12）
- 土屋昌巳 - エレクトリックギター（#9,10）
- 川島バナナ - シンセサイザー（#9,10）
- 上島明（AKIRA） - ドラムス（#9,10）
- 湊雅史 - ドラムス（#3,7）
- そうる透 - ドラムス（#2,4,5,6,8,11）
- 佐久間正英 - マンドリン、サックス、トランペット、リコーダー、オルガン、アコースティックピアノ、シンセサイザー、アディショナル・エレクトリック&アコースティックギター（#2～8,11）、ストリングス・アレンジ（#1～11）、コンピュータ・プログラミング（#1～11）
- マイク・ベアード - ドラムス（#12）

## スタッフ
ディレクター
Hiro Inoguchi / Platinum Records
ミキシング
Michael Zimmerling（#1～11）
レコーディング
Michael Zimmerling（#1～11）
Toshihiro Kiso（#1～11）
Hideki Ataka（#1～11）
Yasuaki Shindo（#1～11）
Daisuke Sugamura（#1～11）
エンジニア & ミキシング
Rich Breen（#12）
マスタリング
Tim Young
アシスタント・エンジニア
Daisuke Sugamura（#1～11）
Yoshifumi Kureishi（#1～11）
Kenichi Arai（#1～11）
Masaaki Sugo（#1～11）
Masayoshi Ibuchi（#1～11）
Dave Turner（#1～11）
Mike Stock（#12）
Tal Miller（#12）
シンセサイザー・プログラミング
Geoff Grace（#12）